# Caracteres (Teofrasto)
Caracteres (en griego antiguo Ἠθικοὶ χαρακτήρες) es el título de una obra del filósofo peripatético Teofrasto, escrita probablemente en el año 319 a. C. Este libro sobre las costumbres junta la filosofía, la ciencia y la moral; ha sido muchas veces imitado a lo largo de los siglos como una mirada tan lúcida como divertida sobre los vicios y los defectos de la humanidad. 

## Definición de la palabraCarácteren griego
Platón menciona en las Leyes lo que es el "carácter" en el sentido etimológico de la palabra griega χαρακτήρ, es decir la marca de los esclavos: "cuando hemos detenido a un hombre por el saqueo de un templo ya sea esclavo o extranjero, se pondrá sobre su rostro y sobre sus manos la marca de su crimen" Se entiende por esto por qué cada retrato de Teofrasto es el de un defecto. 
El concepto de carácter no tiene el mismo significado en la época de Teofrasto y en los tiempos modernos: la diferencia es grande entre el carácter moral y el carácter de la colección, donde se ponen bajo los ojos los vicios en acción; la obra no es más que una simple instrucción sobre las costumbres del hombre, con el objetivo menos de aleccionar al hombre que de hacerlo sabio. La misma idea de "carácter" fue fundada por Aristóteles e ilustrada por él en el libro II de la Retórica, pero especialmente en el libro IV de la Ética a Nicómaco, con el famoso retrato de la "magnanimidad". Por otra parte, los retratos del Carácter VII (De la locualidad) y el Carácter IX (De la gorronería) tienen una definición idéntica a la dada por el Pseudo-Platón de las Definiciones.
De la superstición (XVI) es uno de los retratos más comentados ; Jacques Lacan habla de él como lo que la ciencia moderna llamaría un sujeto que sufre de trastorno obsesivo-compulsivo, debido a sus rutinas. Plutarco de Queronea también escribió un tratado sobre la superstición.
El Carácter XX (De la impertinencia), así como Platón en el Gorgias e Isómaco en el Económico de Jenofonte nos recuerdan la tradición de que, llegadas a los Infiernos, las Danaides fueron condenadas a llenar para siempre un tonel sin fondo. Este castigo se convirtió en proverbial, y que se celebra por la expresión de «Tonel de las Danaides», lo que significa que una tarea es absurda, sin fin, o imposible".

## Historia
Teofrasto parece haberse inspirado en las cartas de sus compañeros de estudio: Dicearco, por ejemplo, habla en un escrito de la ciudad de Oropo, cuyos habitantes cometen robos, de la ostentación de los platenses, la contradicción de los tespios, la obsequiosidad de los habitantes de Coronea o la estupidez de los habitantes de Haliarto.
La edición princeps fue publicada en 1527 en Núremberg acompañada de una traducción latina; contenía sólo los primeros quince capítulos. En 1552, en Venecia, nació una edición más completa con veintitrés caracteres. En 1592, la edición de Casaubon todavía contenía solamente 23 caracteres, pero una segunda edición, en 1599, presentó cinco más. Durante mucho tiempo sólo estos veintiocho capítulos estuvieron disponibles. Se suponía que el libro contenía treinta capítulos, pero aún faltaban dos. En 1786, en Parma, apareció una edición completa, basada en un manuscrito de la Biblioteca Apostólica del Vaticano, Vaticanus Graecus 110, que no sólo exhibía los caracteres 29 y 30, que hasta entonces habían desaparecido, sino que también completó los otros retratos ya conocidos.

## Los Caracteres

### La ambigüedad del género
La naturaleza exacta del opúsculo de Teofrasto permanece oscura. No fue publicado por Teofrasto en la forma en que lo conocemos hoy, y probablemente no constituyó una obra terminada. Dentro del género cómico, la ridiculización de determinados comportamientos es el mecanismo empleado para provocar la risa. En el siglo XVII Isaac Casaubon, editor del libro, lo presentó como "un género intermedio entre los escritos de los filósofos y los poetas" y vio en esta obra "una nueva forma de instruir". En 1929 Paul van de Woestyne (1905 - † 1963), profesor de latín en la Universidad de Gante, vio en él una colección de tipos cómicos compilados por Teofrasto de los escritos de los poetas cómicos griegos para sus estudios sobre la comedia y publicado como ὑπομνήματα, es decir, como notas. En todo caso, esta forma de esbozar retratos fue un éxito: posteriormente Licón de Tróade, Aristón de Ceos y Sátiro, peripatéticos de los siglos III y II a. C., compusieron obras sobre retratos cuyos modelos fueron los Caracteres de Teofrasto.

### Retratos
El autor estudia los tipos morales permanentes, no los personajes individualizados, a través de retratos que constituyen esbozos morales en forma de análisis psicológicos metódicos. La composición de estos retratos es uniforme, según un modelo invariable: breve definición, luego enumeración de los signos concretos del carácter, es decir los actos, los gestos y las palabras. La forma es siempre sobria y el tono discretamente irónico. El plan general de la obra original es imposible de hacer precisamente, aunque sólo sea porque el orden de los párrafos fue cambiado de la antigüedad. Los títulos de los caracteres en la edición en español de 1988 de la editorial Gredos son los siguientes:
1. Del fingimiento (Περἰ εἰρωνείας)
2. De la adulación (Περἰ κολακείας)
3. De la charlatanería (Περἰ ἀδολεσχίας)
4. De la rusticidad (Περἰ ἀγροικίας)
5. De la oficiosidad (Περἰ ἀρέσκειας)[18]
6. De la desvergüenza (Περἰ ἀπόνοιας)
7. De la locuacidad (Περἰ λαλιᾶς)
8. De la novelería (Περἰ λογοποιίας)
9. De la gorronería (Περἰ ἀναισχυντίας)
10. De la sordidez (Περἰ μικρολογίας)
11. Del gamberrismo (Περἰ βδελυρίας)
12. De la inoportunidad (Περἰ ἀκαιρίας)
13. Del entrometimiento (Περἰ περιεργίας)
14. De la torpeza (Περἰ ἀναισθησίας)
15. De la grosería (Περἰ αὐθαδείας)
16. De la superstición (Περἰ δεισιδαιμονίας)
17. De la insatisfacción de la propia suerte (Περἰ μεμψιμοιρίας)
18. De la desconfianza (Περἰ ἀπιστίας)
19. De la guarrería (Περἰ ἀηδίας)
20. De la impertinencia (Περἰ δυσχέρειας)
21. De la vanidad (Περἰ μικροφιλοτιμίας)[19]
22. De la tacañería (Περἰ ἀνελευθερίας)
23. De la fanfarronería (Περἰ ἀλαζονείας)
24. De la altanería (Περἰ ὑπερηφανίας)
25. De la cobardía (Περἰ δειλίας)
26. De la oligarquía (Περἰ ὀλιγαρχίας)
27. Del afán tardío de educación (Περἰ ὀψιμαθίας)
28. De la malediciencia (Περἰ κακολογίας)
29. De la perversidad (Περἰ φιλοπονηρίας)
30. De la codicia (Περἰ αἰσχροκέρδειας)

## Fortuna literaria
Desde los tiempos Antiguos, el poeta cómico griego Menandro basó sus comedias en una caracterología heredada de Teofrasto. En la era moderna, el trabajo del filósofo ha experimentado el éxito de la edición de Isaac Casaubon en el siglo XVII. El libro del escritor inglés Joseph Hall, Characters of Vertues and Vices, de 1608, encontró eco en Francia, con su traducción en 1610, y luego de la publicación de L’École du sage ou les Caractères des vertus et des vices, por Urbain Chevreau en 1645. También imita a Teofrasto la obra de Jean de La Bruyère, Les Caractères ou les Moeurs de ce siècle, cuya primera edición fue publicada en 1688, y alcanzó un gran éxito. En 1990, el filósofo Michel Onfray, en su libro Cynismes, confunde el Carácter de la desvergüenza con el retrato de un cínico.